# (1177) Gonnessia
(1177) Gonnessia est un astéroïde de la ceinture principale extérieure découvert à Alger le 24 novembre 1930 par l'astronome français Louis Boyer.

## Historique
Sa désignation provisoire, lors de sa découverte le 24 novembre 1930, était 1930 WA et il est définitivement nommé en l'honneur de l'astronome français François Gonnessiat.

## Caractéristiques
Sa distance minimale d'intersection de l'orbite terrestre est de 2,286 180 ua.